# Tadeusz Pawłowski (piłkarz)
Tadeusz Jan Pawłowski (ur. 14 października 1953 we Wrocławiu) – polski piłkarz i trener piłkarski, w czasie kariery zawodniczej grający na pozycji pomocnika.

## Sukcesy

### Drużynowe

#### Śląsk Wrocław
- Mistrzostwo Polski (1): 1977
- Puchar Polski (1): 1976
- Wicemistrzostwo Polski (2): 1978, 1982

## Kariera piłkarska
W 1972 w mistrzostwach Europy U-18 wywalczył z drużyną III miejsce.
W pierwszej reprezentacji narodowej debiutował 6 maja 1976 w Atenach w przegranym meczu z reprezentacją Grecji (1:0).
Wychowanek nieistniejącego już Pafawagu Wrocław. W barwach Śląska wywalczył w 1976 Puchar Polski, w 1977 mistrzostwo Polski i w 1978 wicemistrzostwo. W 1980 Pawłowski z 16 golami został wicekrólem strzelców ekstraklasy. Jest najlepszym strzelcem Śląska w historii występów pierwszoligowych – 63 gole.

## Kariera trenerska
Po zakończeniu kariery został trenerem, pracował głównie w Austrii, w sezonie 1992/1993 prowadził także Śląsk Wrocław, a 24 lutego 2014 ponownie objął posadę trenera tej drużyny. Gdy Tadeusz Pawłowski objął posadę trenera Śląska, ani razu nie przegrał na swoim stadionie (11 zwycięstw 6 remisów). Po skończonym sezonie 2013/14 Śląsk zajął pod jego wodzą 9. miejsce, wygrywając grupę spadkową. W sezonie 2014/15 Śląsk zajął 4. miejsce, które premiowało awansem do europejskich pucharów dzięki czemu Tadeusz Pawłowski stał się pierwszym trenerem Śląska, który awansował z tym klubem do europejskich pucharów jako trener i jako piłkarz. Pod koniec rundy jesiennej sezonu 2015/16 został odsunięty od prowadzenia drużyny po serii meczów bez zwycięstwa. 22 grudnia 2015 został trenerem Wisły Kraków. Zwolniony 29 lutego 2016 roku po domowej porażce z Podbeskidziem Bielsko-Biała (1:2) w 24. kolejce Ekstraklasy. 19 lutego 2018 roku został ponownie trenerem Śląska Wrocław zastępując na tym stanowisku Jana Urbana.